# وردة الصحراء (أغنية)
وردة الصحراء (بالإنجليزية: Desert Rose)‏ إحدى أغاني المغني الإنجليزي ستينغ من ألبومه يوم جديد (1999), الأغنية بلغت ذروتها في الولايات المتحدة الأمريكية بوصولها للمركز 17 على قائمة الأغاني الأكثر شعبية بالأضافة إلى أنها لاقت نجاحاً كبيراً في مختلف دول العالم.
الأغنية أداء المغني ذائع الصيت ستينغ و مغني الراي الجزائري الشاب مامي، الذي يعطي للأغنية جو خاص من الطابع العالمي، الفيديو كليب يضم ستينغ في رحلة عبر صحراء موهافي في نوع جاكوار أس - ومن ثم يصل إلى ملهى ليلي في لاس فيغاس، نيفادا لأداء أغنية مع الشاب مامي. بعد تصوير الفيديو، مدير أعماله مايلز كوبلاند قد اقترحت التعاون مع شركة صناعة السيارات جاكوار، والتي تستخدم لقطات الفيديو الخاصة بهم من وردة الصحراء، لتصبح من أبرز الإعلانات التلفزيونية خلال عام 2000
الأغنية مستوحاة من هيربرت فرانك رواية الكثبان الرملية .